# 平面三項環
数学における代数構造 (R, T) が空でない集合 R とその上の三項演算 T: R3 → R の組として与えられるとき、三項系と呼ぶ。Hall (1943) は平面三項環（へいめんさんこうかん、英: planar ternary ring; PTR）または三項体 (Ternärkörper; ternary field) 特別な種類の三項系を座標として用いて射影平面を構成した。平面三項「環」は、加法と乗法の定められる環類似構造を持つが、厳密には必ずしも環ではない。
用語法には広くバリエーションがある。本項に言う平面三項環を文献によっては別の呼び方をするし、また本項の言うものの変種を平面三項環と呼ぶものもある。短く三項環と言うとき、平面三項環の意味で用いる場合もあれば、より一般の（あるいは別の）三項系の意味であるかもしれない。

## 定義
R は少なくとも相異なる二点（それを 0, 1 と書くことにする）を含む集合とするとき、写像 T: R3 → R との組 (R, T) が（右）平面三項環とは、写像 T が以下の条件
1. {\displaystyle T(a,0,b)=T(0,a,b)=b,\quad (\forall a,b\in R)};
2. {\displaystyle T(1,a,0)=T(a,1,0)=a,\quad (\forall a\in R)};
3. 方程式 {\displaystyle T(x,a,b)=T(x,c,d)\quad (\forall a,b,c,d\in R,\,a\neq c)} はただ一つの解 x ∈ R を持つ;
4. 方程式 {\displaystyle T(a,b,x)=c\quad (\forall a,b,c\in R)} はただ一つの解 x ∈ R を持つ;
5. 方程式 {\displaystyle T(a,x,y)=b,T(c,x,y)=d\quad (\forall a,b,c,d\in R,\,a\neq c)} はただ一つの解 {\displaystyle (x,y)\in R^{2}} を持つ

を満足するときに言う。同様に、左平面三項環は T′(a, b, c) ≔ T(b, a, c) (T は右平面三項環の条件を満たす) によって定まる。
R が有限集合のとき、公理 3. と公理 5. は公理 4. の存在のもとで同値である
注意: T に関する公理 1., 2. が対 (0, 1) に対して満たされているとき、対 (0, 1) を別の対 (0′, 1′) に取り換えた公理 1., 2. をも同時に満たすような T は存在しない。その意味で T と対 (0, 1) は一意に対応する。

## 三項環の代数構造
以下に定められる「二項演算」は必ずしも結合的でない。そのことを強調する意味で演算子は丸囲みのものを用いてあることに注意（つまり、以下は直和やテンソル積などではない）。

### 加法
{\displaystyle a\oplus b:=T(a,1,b)}
(R, ⊕) は単位元 0 を持つループを成す。

### 乗法
{\displaystyle a\otimes b=T(a,b,0)}.
集合 R* ≔ R ∖ {0} はこの乗法に関して閉じている。(R*, ⊗) もまた単位元 1 を持つループになる。

### 線型三項環
平面三項環 (R, T) が線型とは、{\displaystyle T(a,b,c)=(a\otimes b)\oplus c,\quad (\forall a,b,c\in R)} と書けるときに言う。例えば、定義により、準体 (quasifield)（ヴェブレン–ウェダーバーン系）に対応する平面三項環は線型である。

### 関連する代数系
平面三項環がさらに余分に特定の代数的条件を満足するとき、別の名が与えられる。ただし、その名称に関して必ずしも広く定まったものでなく文献によって揺れがあることに注意すべきである。以下は Dembowski (1968, p. 129) による:
線型平面三項環はその加法ループが結合的（したがって加法群）となるときデカルト群 (cartesian group) と言う。デカルト群において、写像 x ↦ −x ⊗ a + x ⊗ b および x ↦ a ⊗ x − b ⊗ x は a ≠ b なる限り置換でなければならない。（ここではデカルト群は加法に関して群を成すから、その意味で加法の記号に "+" を用いた）
- （右）準体 (quasifield)  は右分配法則 {\displaystyle (x+y)\otimes z=x\otimes z+y\otimes z} を満足するデカルト群を言う。任意の準体において加法は可換である。
- （幾何学的）半体は左分配法則 {\displaystyle x\otimes (y+z)=x\otimes y+x\otimes z} も満たす準体（両側分配法則をみたすデカルト群）を言う。
- 平面概体 (planar nearfield; Fastkörper) は乗法ループが結合的（したがって乗法群）となるような quasi-field を言う。必ずしもすべての概体が平面概体とは限らない。

さらに交代体は半体で、斜体は交代体

## 射影平面との関係

平面三項環を確立するための射影平面の座標

平面三項環 (R, T) が与えられたとき、点集合 P と直線集合 L を以下のように与えて射影平面を構成することができる: （∞ は R に属さない余分の記号であることに注意）
- {\displaystyle P=\{(a,b)\mid a,b\in R\}\cup \{(a)\mid a\in R\}\cup \{(\infty )\},}
- {\displaystyle L=\{[a,b]\mid a,b\in R\}\cup \{[a]\mid a\in R\}\cup \{[\infty ]\}.}

直観的には、(a, b) は座標 a, b を持つ点、(a) は傾き a の原点 (0, 0) を出る直線（軸）上の無限遠直線上にある端点、(∞) は無限遠直線上の端点の一方（もう一方は (0)）であり、また [a, b] は (a) と (0, b) を結ぶ直線、[a] は傾き a の軸、[∞] は無限遠直線である。

x+b

ax

射影平面の接続関係 I は以下のように与えられる:
{\displaystyle ((a,b),[c,d])\in I\iff T(a,c,d)=b}
{\displaystyle ((a,b),[c])\in I\iff a=c}
{\displaystyle ((a,b),[\infty ])\notin I}
{\displaystyle ((a),[c,d])\in I\iff a=c}
{\displaystyle ((a),[c])\notin I}
{\displaystyle ((a),[\infty ])\in I}
{\displaystyle (((\infty ),[c,d])\notin I}
{\displaystyle ((\infty ),[a])\in I}
{\displaystyle ((\infty ),[\infty ])\in I}
任意の射影平面は適当な平面三項環からこの方法で構成することができる。ただし二つの同型でない平面三項環から同型な射影平面が導かれることもある。
逆に任意の射影平面 π から、どの三点も同一直線上にない四点 O, E, U, V を選び出して、 O = (0, 0), E = (1, 1), V = (∞), V = (0) となるような座標を導入することができて、このとき三項演算は（∞ 以外の）座標の関係式として y = T(x, a, b) となるための必要十分条件を、点 (x,y) が無限遠点 (a) から (0, b) へ結んだ直線上にあることと定めることで得られる。射影平面を定義する公理系はこれが平面三項環を与えることを示すのに用いられる。
平面三項系が線型であることは、この付随する射影平面が特定の幾何学的条件を満足することに同値である。また、
| 名称             | 座標環              | 幾何学的特徴付け   | アフィン版             |
| ---------------- | ------------------- | ------------------ | ---------------------- |
| 射影平面         | (K, T) は平面三項環 | (射影平面の公理系) | アフィン平面           |
| ムーファング平面 | (K, ⊕, ⊗) が準体    | デザルグの小定理   | 平行移動平面           |
| デザルグ平面     | (K, ⊕, ⊗) が斜体    | デザルグの大定理   | (アフィン)デザルグ平面 |
| パップス平面     | (K, ⊕, ⊗) が体      | パップスの大定理   | (アフィン)パップス平面 |

より一般に、任意の射影平面 P は以下の何れかのレンツ図形をちょうど一つ持つ:
| 型  | レンツ図形 | 座標環                       |
| --- | --- | ---------------------------- |
| I   | {\displaystyle \operatorname {L} (P)=\emptyset } | 三項環                       |
| II  | 直線 a ∈ L とその上の点 Z ∈ a が存在して {\displaystyle \operatorname {L} (P)=\lbrace (a,Z)\rbrace }                                                            | デカルト群                   |
| III | 直線 g ∈ L と点 U ∈ P ∖ g が存在して {\displaystyle \operatorname {L} (P)=\lbrace (UZ,Z):Z\in g\rbrace }                                                        | 特殊デカルト群（常に無限群） |
| IVa | 軸 a ∈ L が存在して {\displaystyle \operatorname {L} (P)=\lbrace a\rbrace \times a}                                                                             | 左準体                       |
| IVb | 中心 Z ∈ P が存在して {\displaystyle \operatorname {L} (P)=\lbrace g\in L:Z\in g\rbrace \times \lbrace Z\rbrace }                                               | 右準体                       |
| V   | 軸 a ∈ L と中心 Z ∈ P が存在して {\displaystyle \operatorname {L} (P)=(\lbrace a\rbrace \times a)\cup (\lbrace g\in L:Z\in g\rbrace \times \lbrace Z\rbrace )}. | 半体                         |
| VII | {\displaystyle \operatorname {L} (P)=\lbrace (a,Z)\in L\times P:Z\in a\rbrace }                                                                                 | 交代体                       |

レンツ分類の細分化としてレンツ-バルロッティ分類が知られている。各射影平面 P は以下の分類のどれかちょうど一つに当てはまる:
| 型    | レンツ-バルロッティ図形 | O, U, V, E に対応する三項環                                              |
| ----- | --- | ------------------------------------------------------------------------ |
| I.1   | {\displaystyle \operatorname {B} (P)=\operatorname {L} (P)=\emptyset } | 三項環                                                                   |
| I.2   | {\displaystyle \operatorname {B} (P)=\{(U,OV)\}} | 線型三項環、乗法が結合的                                                 |
| I.3   | {\displaystyle \operatorname {B} (P)=\{(U,OV),(V,OU)\}} | 線型三項環、乗法が結合的 かつ左分配則を満たす                            |
| I.4   | {\displaystyle \operatorname {B} (P)=\{(U,OV),(V,OU),(O,UV)\}} | 線型三項環、乗法が結合的 かつ両側分配則を満たす                          |
| I.6   | {\displaystyle \operatorname {B} (P)=\{(X,\theta (X)):X\in UV,X\neq V\}} ここで、θ は V を除く直線 UV 上の点集合 UV ∖ {V} から 直線 UV を除く V を通る直線集合への全単射である。 座標で書けば例えば θ((a)) ≔ [a]. | 線型三項環、乗法が結合的 かつ両側分配則を満たし、 さらに特別な性質を持つ |
| II.1  | {\displaystyle \operatorname {B} (P)=\operatorname {L} (P)=\{(V,UV)\}} | デカルト群                                                               |
| II.2  | {\displaystyle \operatorname {B} (P)=\{(V,UV),(U,OV)\}} | 乗法が結合的なデカルト群                                                 |
| III.1 | {\displaystyle \operatorname {B} (P)=\{(X,XU):X\in OV\}} | 特別な性質を持つデカルト群                                               |
| III.2 | {\displaystyle \operatorname {B} (P)=\{(X,XU):X\in OV\}\cup \{(U,OV\}} | 特別な性質を持つ、 乗法が結合的なデカルト群                              |
| IVa.1 | {\displaystyle \operatorname {B} (P)=\operatorname {L} (P)=\{(X,UV):X\in UV\}}, 平行移動平面 | 左準体                                                                   |
| IVa.2 | {\displaystyle \operatorname {B} (P)=\{(U,g):g\ni V\}\cup \{(V,h):h\ni U\}\{(X,UV):X\in UV\}} | 左概体                                                                   |
| IVa.3 | {\displaystyle \operatorname {B} (P)=\{(X,x):X\in UV,\theta (X)\in x\}} ただし θ は、直線 UV からそれ自身への 不動点を持たない対合的全単射である。                                                                | 明示的に定義された九元左概体                                             |
| IVb.1 | IVa.1. のレンツ-バルロッティ図形の双対 | IVa.1. の双対                                                            |
| IVb.2 | IVa.2. のレンツ-バルロッティ図形の双対 | IVa.2. の双対                                                            |
| IVb.3 | IVa.3. のレンツ-バルロッティ図形の双対 | IVa.3. の双対                                                            |
| V     | {\displaystyle \operatorname {B} (P)=\operatorname {L} (P)=\{(X,UV):X\in UV\}\cup \{(V,x):x\ni V\}} | 半体                                                                     |
| VII.1 | {\displaystyle \operatorname {B} (P)=\operatorname {L} (P)=\lbrace (a,Z)\in L\times P:Z\in a\rbrace } | 交代体                                                                   |
| VII.2 | {\displaystyle \operatorname {B} (P)=L\times P} | 斜体                                                                     |

## 注